# Pastranaia riojana
Pastranaia riojana là một loài côn trùng trong họ Nemopteridae thuộc bộ Neuroptera. Loài này được Orfila miêu tả năm 1955.